# 常福寺 (世田谷区)
常福寺（じょうふくじ）は、東京都世田谷区にある顕本法華宗の寺院。「烏山寺町」を構成する26の寺院の1つである。

## 概要
1511年（永正8年）、浄徳院日立によって開山された。
元々は浅草新鳥越町にあったが、江戸幕府の命により浅草吉野町（現・台東区今戸）に移転した。
浅草時代は、吉原遊廓に近かったこともあり、遊女たちがひいきにしていた寺でもあったという。
1923年（大正12年）の関東大震災で、建物や寺宝の多くを失ったため、1928年（昭和3年）に現在地に移転した。
境内には、多くの狸の置物が置かれているため、「タヌキ寺」とも呼ばれている。

## 交通アクセス
- 千歳烏山駅より徒歩15分。